# Vụ phun trào Volcán de Fuego 2018
Vụ phun trào Volcán de Fuego năm 2018 là một sự kiện núi lửa Volcán de Fuego ở Guatemala phun trào vào tháng 6 năm 2018. Sự phun trào bao gồm các dòng nham thạch, các dòng bùn lầy và những đám mây tro núi lửa, với 99 người chết được ghi nhận. Đây là vụ phun trào chết người nhất trong cả nước kể từ vụ sập vòm Santiaguito năm 1929, sự kiện đã giết chết khoảng từ vài trăm cho tới 5.000 người.

## Thông tin núi lửa
Volcán de Fuego (nghĩa đen là "Núi lửa" trong tiếng Tây Ban Nha)  là một trong những núi lửa hoạt động mạnh nhất trên thế giới và nằm cách thành phố Guatemala 44 km (27 dặm). Đây là một núi lửa đã có hơn 60 vụ phun trào kể từ năm 1524, bao gồm cả một vụ phun trào lớn vào năm 1974 đã tạo ra các dòng nham thạch phá hủy vụ thu hoạch mùa đông của khu vực và bao phủ các thành phố lân cận với tro rơi xuống. Giai đoạn bùng nổ nhất bắt đầu vào năm 2002 và tạo ra một vụ phun trào bùng nổ vào năm 2012 đã buộc 33.000 người phải di tản, nhưng không có báo cáo tử vong. Dân số xung quanh núi lửa được ước tính là 54.000 trong vòng 10 km (6,2 mi) và hơn 1 triệu trong vòng 30 kilômét (19 mi).

## Vụ phun trào
Vào chủ nhật ngày 3 tháng 6 năm 2018, vào khoảng giữa trưa giờ địa phương, Volcán de Fuego ở miền nam Guatemala đã bắt đầu một vụ phun trào. Đây là vụ phun trào núi lửa nguy hiểm nhất của Guatemala kể từ vụ phun trào Santa María năm 1902, và đã giết hàng chục người và làm bị thương 300. Hầu hết thương vong chủ yếu ở phía nam của núi lửa ở các thị trấn và làng mạc của El Rodeo, Las Lajas và San Miguel Los Lotes ở Escuintla, nằm cách Thành phố Guatemala 44 km (27 dặm). San Miguel Los Lotes, một cộng đồng cách El Rodeo 2 km (1,2 mi) về phía bắc được cho là đã bị chôn vùi. Vụ phun trào này đưa tới việc di tản 3.100 người từ các khu vực lân cận. Tro rơi xuống buộc sân bay quốc tế La Aurora, sân bay chính của quốc gia này, phải đóng cửa. Binh lính của quân đội Guatemala được đưa tới để giữ đường băng không bị tro bao phủ; sân bay này nhờ đó có thể mở lại sau khi một số chuyến bay đã bị hủy, vào thứ Hai ngày 4 tháng 6.
Vụ phun trào tạo ra một cột tro có chiều cao khoảng 15 km (9,3 mi). Dòng nham thạch, những đám mây nóng và các vật liệu núi lửa di chuyển nhanh gây ra nhiều thương vong. INSIVUMEH, Viện núi lửa quốc gia Guatemala, cảnh báo vào ngày 4 tháng 6 rằng có thể có thêm các dòng nham thạch và bùn lầy.
Lượng mưa lớn trong vụ phun trào đã dẫn đến sự hình thành các dòng bùn lầy nguy hiểm chôn một số ngôi làng bị ảnh hưởng vì các vật liệu núi lửa và cắt đứt các con đường. Thời tiết xấu và các dòng bùn lầy không thể đoán trước đã làm phức tạp hoạt động phục hồi, và tất cả các nỗ lực cứu hộ phải bị tạm thời hoãn qua đêm vào ngày 3 tháng 6.

## Nạn nhân
Có ít nhất 99 người chết, bao gồm nhiều trẻ em và một sĩ quan CONRED. Do các vết thương bỏng và nhiệt nặng nên nhiều tử thi sẽ phải được xác định thông qua phương pháp nhân chủng học và DNA.
Gần 300 người được tin là đã bị thương; ít nhất 200 người được báo cáo là mất tích khi làng mạc và đường phố bị nhấn chìm dưới dòng dung nham và mảnh vụn.